# Бітіггайм Стілерс
«Бітіггайм Стілерс» (нім. SC Bietigheim Steelers) — хокейний клуб із міста Бітіггайм-Біссінген, Німеччина. Заснований у 1981 році. Виступає в ДХЛ 2.

## Історія
Клуб «Бітіггайм Стілерс» заснований 6 липня 1981 року. Сучасна назва команди з 1991 року. З 2000 року «Бітіггайм Стілерс» виступає в Другій Бундеслізі. Наступні 20 сезонів вони грали в другій за рівнем хокейній лізі Німеччини ДХЛ2. У сезоні 2021–22 поповнили топ-дивізіон Німеччини отримавши ліцензію.
У другому сезоні «Стілерс» у Німецькій хокейній лізі посів останнє  місце за підсумками регулярного чемпіонату та вибув до ДХЛ2.
Не втрималась команда і у другому дивізіоні програвши плей-оф на виживання.
За підсумками сезону 2024–25 клуб став переможцем турніру в Оберлізі та повернувся до Другої Німецької ліги.

## Домашня арена
Стадіон «ЕгеТранс Арена» відкритий 21 грудня 2012 року. Арена вміщує 4517 глядачів. Окрім хокейного клубу тут свої матчі проводить і гандбольна команда.

## Досягнення
- Володар Кубка Німеччини (2): 2012, 2013
- Чемпіон Другої Бундесліги (3): 2009, 2013, 2021

## Відомі гравці
- Ніколай Гоч
- Марцел Родман